# Дьенбьенфу (фильм, 1992)
«Дьенбьенфу» (фр. Diên Biên Phu; вьет. Điện Biên Phủ) — кинофильм режиссёра Пьера Шёндёрффера, вышедший на экраны в 1992 году. Снимался при активном участии вьетнамских кинематографистов, в том числе первой вьетнамской женщины-режиссёра Бать Зиеп (вьет. Bạch Diệp, в титрах указана как Madame Bach Diêp). Сюжет фильма основан на истории битвы при Дьенбьенфу, решающего сражения Первой Индокитайской войны за независимость Вьетнама от Французской колониальной империи. Музыка к фильму, написанная композитором Жоржем Делерю, номинировалась на премию «Сезар».

## Сюжет
Фильм в хронологическом порядке повествует о событиях битвы при Дьенбьенфу.  Параллельно рассказывается о деятельности в Ханое пожилого американского журналиста Говарда Симпсона, который, пользуясь различными источниками, пытается узнать конфиденциальную информацию о том, что же происходит на передовой. Вместе с французскими солдатами, на место боёв, снимать документальную хронику отправляются фронтовой фотограф и фронтовой кинооператор (автобиографическая роль режиссёра фильма).

## В ролях
- Дональд Плезенс — Говард Симпсон
- Патрик Каталифо — капитан Жегю де Кервеган
- Жан-Франсуа Бальмер — французский журналист
- Людмила Микаэль — Беатрис Вернье
- Франсуа Негре — капрал
- Максим Леру — артиллерийский лейтенант
- Рауль Биллерей — Отец Вамбургер, священник
- Igor Hossein — фронтовой фотограф
- Людовик Шёндёрффер — фронтовой кинооператор
- Пьер Шёндёрффер — рассказчик (голос за кадром)
- Тхе Ань — «г-н Тигр», китаец, хозяин тотализатора «Онг Коп»
- Эрик До Хиеу — лейтенант Ки, 5-й вьетнамский парашютный батальон «5-й Бавуан»
- Ле Ван Нгя — «старый краб» — велорикша Говарда Симпсона
- Sava Lolov — Тадеуш Корзенёвский, поляк, сержант 1-го французского конного егерского полка
- Тху Ха — вьетнамская невеста сержанта Тадеуша Корзенёвского
- Нгуен Кхак Лонг — мистер Винь, издатель газеты
- Дык Хоан — прислуга у французского журналиста